# Овечкін Олександр Михайлович
Олекса́ндр Миха́йлович Ове́чкін (рос. Алекса́ндр Миха́йлович Ове́чкин; 17 вересня 1985, м. Москва, СРСР) — російський хокеїст, лівий нападник. Виступає за клуб НХЛ «Вашингтон Кепіталс».
Володар Кубка Стенлі.

## Біографія

### Дитинство
Народився в спортивній сім'ї. Його батько професійно займався футболом і грав у «Динамо» (Москва). Мати була баскетболісткою і у складі жіночої збірної Радянського Союзу двічі вигравала Олімпійське золото (Монреаль—1976 і Москва—1980). Тож не дивно, що і Олександр став займатись спортом.
В Олександра було два брати, на 13 і 15 років старші за нього. Старший із них, Сергій, привів Овечкіна в хокейну секцію. Коли наймолодшому з братів було 10, Сергій загинув в автомобільній катастрофі, хлопцю було складно пережити смерть брата.
Через деякий час Олександра запросили в хокейну школу московського «Динамо». І вже у 12 років він побив рекорд Павла Буре, закинувши 59 шайб у чемпіонаті Москви. У 2000 році Овечкіна перевели до дорослої команди.

## Ігрова кар'єра

### Динамо Москва
Дебютував Олександр у дорослій команді в 2001 році у віці 16 років. Це був перший з чотирьох сезонів Сашка, проведених у московському «Динамо». Звісно, похизуватися видатними досягненнями в такому юному віці було надскладно, тому Овечкін обмежився 2 шайбами і 2 результативними пасами в 22 матчах сезону.
Наступні роки були набагато успішнішими для Олександра в плані результативності. Завдяки цим успіхам Овечкін уже в 17 років дебютував у складі національної збірної Росії. А в 2004 році на драфті новачків в НХЛ, його було обрано під першим загальним номером клубом Вашингтон Кепіталс. У сезоні 2004–2005 років через локаут в Національній хокейній лізі хокеїст був змушений затриматись у Росії ще на рік. У цьому ж сезоні, в немалій мірі завдяки Сашку, «Динамо» вперше за останні п'ять років вибороло звання чемпіона Росії.
На період локауту в НХЛ, котрий мав місце у другій половині 2012 року, Олександр отримав можливість знову зіграти за Динамо. До поновлення ігор у північноамериканській лізі Овечкін встиг провести 31 зустріч у КХЛ, в яких відзначився 40 (19+21) очками. Це спонукало керівництво динамівської команди, котра в підсумку виграла кубок Гагаріна в 2013 році, викарбувати прізвище хокеїста, як переможця, на трофеї.

### Вашингтон Кепіталс
Виступи в НХЛ, у команді Вашингтон Кепіталс, Овечкін розпочав одразу після закінчення локауту. І вже в першому поєдинку продемонстрував невипадковість свого обрання під загальним першим номером на драфті: в матчі проти Колумбусу він закинув дві шайби. В цілому перший сезон у заокеанській лізі виявився особисто для гравця дуже вдалим. У 82 поєдинках він набрав 106 очок, з них 52 — закинутими шайбами. Лише декільком хокеїстам в історії НХЛ вдавалося в перший же сезон одночасно закидати більш як 50 шайб, робити понад 50 пасів і таким чином набирати понад 100 очок. Це також стало найкращим досягненням росіян у НХЛ. Весь сезон Олександр конкурував з черговим «наступним» Сідні Кросбі і таки зумів його випередити на 4 очка. Тож цілком справедливо по закінченню сезону саме Овечкін отримав Колдер Трофі. Але всі ці успіхи не допомогли команді пробитися до плей-оф, команда посіла передостаннє місце в конференції.
Другий рік у команді виявився менш вдалим для хокеїста, оскільки до невдач клубу додалася і не настільки результативна, в порівнянні з першим сезоном, гра самого Олександра. І хоча йому вдалося накидати суперникам 46 шайб і набрати 92 очка, але сезон він закінчив з показником корисності «-19».
Найвдалішим на сьогодні в кар'єрі Ові є сезон 2007–2008 років. Йому вдалося стати найкращим бомбардиром та снайпером регулярної першості НХЛ, набравши 112 (65+47) очок. 21 березня в грі проти Атланти, зробивши дубль, Овечкін досяг позначки в 60 забитих за сезон голів, ставши 19-им гравцем в історії ліги, кому це вдавалося. До того ж Овечкін став першим з сезону 1995–1996 років хокеїстом, котрий зміг закинути 60 або більше шайб. Востаннє подібною результативністю відзначалися легендарні Маріо Лем'є та Яромир Ягр. Через чотири дні, 25 березня, Олександр перевершив результат в 60 голів за сезон Деніса Марука, встановивши новий рекорд клубу. 3 квітня в матчі проти Кароліни «Велика Вісімка» закинувши 64-у та 65-у шайби в сезоні перевершив результат Люка Робітайла і встановив новий рекорд НХЛ з кількості закинутих лівими нападниками шайб в одному сезоні.
Завдяки такій результативній грі свого провідного гравця, команда зі столиці США зуміла вперше за останні 4 роки потрапити до плей-оф, де зустрілася з Філадельфією. Але в семиматчевому протистоянні Овечкін і Ко пустили суперника далі, хоча сам Ові був на висоті, набравши в семи поєдинках 9 (4+5) очок.
Незадовго до закінчення сезону і дії першого контракту Овечкіна з клубом, 10 січня 2008 року йому було запропоновано нову 13-річну угоду на суму в $124 мільйони, під якою він поставив свій підпис. За контрактом середній гонорар хокеїста становитиме приблизно $9,5 мільйона на рік, що є найбільшою зарплатнею в історії НХЛ.
Сезон 2008–2009 років почався для гравця не дуже вдало: близько місяця Овечкін не міг відзначитися закинутою шайбою. Через хворобу дідуся, Сашко від'їздив в Москву, пропустивши всього лише другий поєдинок в своїй вашингтонській кар'єрі і перервавши серію з 203 підряд проведених зустрічей. Однак через деякий час після повернення в штати все налагодилося і Олександр продовжив демонструвати звично високу результативність. 5 лютого 2009 року у грі проти Лос-Анджелесу він закинув свою 200-у шайбу в заокеанській кар'єрі, ставши всього лише четвертим гравцем в історії кому це вдалося за 4 перші сезони в лізі. Він приєднався до компанії уславлених Вейна Гретцкі, Маріо Лем'є та Майка Боссі. 19 березня того ж року Сашко в черговий раз подолав позначку в 50 закинутих шайб за сезон і став першим гравцем в історії клубу Вашингтон Кепіталс, хто зумів зробити це тричі. За підсумками сезону Олександр посів друге місце в суперечці бомбардирів, поступившись лише трьома очками партнеру по збірній Євгену Малкіну, але знову закинув найбільше в лізі шайб (56), випередивши найближчого переслідувача Джефа Картера одразу на 10 результативних кидків.
Як і в попередньому сезоні «Кепіталс» виграли свій дивізіон і потрапили до плей-оф. Але цього разу їм пощастило більше і команда зуміла пройти далі першого раунду, перегравши в семи матчах Рейнджерс. Однак «столичним» далі цієї стадії піти не вдалося: в півфіналі конференції Вашингтон поступився майбутнім володарям кубка Стенлі Піттсбургу з рахунком в серії 3:4. Таким чином в 14 матчах плей-оф Овечкін набрав вражаючі 21 (11+10) очко, при показнику корисності «+10».
За підсумками сезону Овечкіна вдруге поспіль було визнано найкращим хокеїстом ліги.
Новий сезон розпочасвя для Олександра дуже вдало: в 13 стартових матчах він набрав 23 (14+9) очок. Але 1 листопада у грі проти Колумбуса Сашко травмувався. Через пошкодження йому довелося пропустити 6 поєдинків команди. Він зміг повернутися в гру лише через два тижні. Та вже 30 листопада у грі проти Кароліни сталася чергова неприємність: Овечкін намагаючись застосувати силовий прийом проти Тіма Глісона, дуже грубо в'їхав коліном в коліно останнього. Обидва гравці залишали межі майданчика з допомогою лікарів, однак нападник Гаррікейнс через деякий час зумів повернувся в гру. Овечкіна за порушення правил було вилучено до кінця зустрічі, а наступного дня відсторонено від участі ще в двох поєдинках. Через дискваліфікацію Олександр втратив близько $100 тисяч.
28 грудня 2009 року керівництво Вашингтона обміняли капітана кепів Кріса Кларка разом із захисником Міланом Юрчиною в команду Колумбус Блю-Джекетс на нападника Джейсона Чимеру. Тож, «кепи» певний період часу залишалися без капітана, але 5 січня 2010 року було оголошено, що новим, 14 в історії команди, другим наймолодшим та першим європейцем, капітаном команди названий Олександр Овечкін.
Свій перший місяць як капітан Олександр провів дуже успішно. Як справжній лідер колективу він привів своїх партнерів до 13 перемог у 15 поєдинках, а сам за цей час встиг набрати 26 (9+17) очок.
Іншою знаковою подією для капітана столичних стало подолання відмітки у 250 закинутих за кар'єру шайб. За декілька днів після цього, Олександр набрав і 500 очко в НХЛ.
Врешті, такі успіхи капітана допомогли вашингтонцям вперше в історії виграти кубок Президента. Але це ніяк не позначилося на виступах команди у розіграші кубку Стенлі, де столичні програли серію з семи поєдинків Монреалю вже в першому раунді.
Сезони 2010-11 та 2011-12 років були не дуже вдалими для Овечкіна в особистих показниках (лише 32 та 38 шайб відповідно), однак команда обидва рази проходила до півфіналу східної конференції.
Невдало розпочався для Сашка і сезон 2013 року, що було обумовлено зміною тренера столичної команди та переведенням Олександра на правий фланг атаки. Однак пристосувавшись до нових вимог, капітан вашингтонців не тільки вийшов в лідери своєї команди, але й закинувши 32 шайби в 48 поєдинках скороченого через локаут сезону, втретє зумів виграти Моріс Рішар Трофі, як найкращих снайпер ліги. До того ж в одній з ігор сезону Олександру вдалося набрати 700-е очко в регулярних першостях НХЛ.
11 січня 2016 у матчі проти Оттава Сенаторс (клуб здобув перемогу 7:1) Олександр закинув дві шайби та досяг позначки в 500 закинутих шайб у регулярному чемпіонаті.
7 червня 2018 року в складі «Вашингтон Кепіталс» став володарем першого в кар'єрі Кубка Стенлі, а також Трофею Кона Сміта.
6 квітня 2025 року Овечкін закинув 895-у шайбу в регулярному чемпіонаті та став найкращим бомбардиром в історії ліги перевершивши попередній рекорд канадця Вейна Грецкі.

### На рівні збірних
Першим офіційним міжнародним змаганням, в якому брав участь Овечкін, став юніорський чемпіонат світу (вік гравців до 18) в 2002 році. На цьому турнірі росіяни здобули срібні нагороди, а сам Сашко став найкращим бомбардиром змагань, у 8 поєдинках наколотивши 14 шайб і зробивши чотири паси.
Через рік Олександра було запрошено окрім юніорської збірної ще й до молодіжної (вік гравців до 20). Так на юніорському чемпіонаті Овечкін виграв свою другу медаль, цього разу бронзову, до того ж з 13(9+4) очками у шести матчах ставши третім бомбардиром змагань. А от на молодіжному чемпіонаті, що проходив в Канаді, він виграв своє перше золото. У фіналі молодіжна збірна Росії в присутності більш як 10,500 глядачів, переграла господарів змагань, канадійців, з рахунком 3:2.
Того ж року головний тренер національної збірної Росії з хокею, легендарний Віктор Васильович Тихонов запросив Овечкіна до складу команди на один з етапів Єврохокейтуру, що проходив в Чехії. Зігравши на цьому тірнірі, Овечкін став наймолодшим гравцем в історії збірної Росії з хокею, а також наймолодшим автором закинутої шайби.
2004 року Сашко зіграв свій другий чемпіонат серед молоді, знову набравши 7 (5+2) очок. Дебютував на дорослому чемпіонаті світу, а також провів дві зустрічі на Кубку Канади. Всі три турніри не дуже добре закінчувалися для збірної Росії, тож в 2004 році Овечкін залишився без медалей.
На останньому для себе (через вік) молодіжному чемпіонаті світу 2005 року в США, Овечкін з партнерами здобули срібні нагороди. Сам же Олександр став третім бомбардиром першості з доробком у 11(7+4) очок. В тому ж 2005 році на дорослому чемпіонаті світу Овечкін набрав у восьми поєдинках 8(5+3) очок, допомігши росіянам здобути бронзові медалі змагань.
У 2006 рік Овечкін зіграв на своїй першій Олімпіаді. В Турині він у восьми матчах закинув 5 шайб, завдяки чому, єдиний серед росіян, був включений до символічної збірної турніру. Але збірна команда Росії посіла тільки четверте місце, поступившись у матчі за третє місце чехам.
Чемпіонат світу того ж року виявився ще менш вдалим для росіян. Хоча вони й пройшли дуже впевнено попередні раунди, але вже на стадії чвертьфіналу знову поступилися чехам. Але Овечкін все одно зумів стати п'ятим бомбардиром першості з 9(6+3) очками лише в семи поєдинках.
У 2007 році чемпіонат світу проходив в Москві і росіяни покладали неабиякі сподівання на домашній турнір. Тренеру росіян В'ячеславу Бикову вдалося викликати до збірної ледь не всіх найсильніших гравців, тому для Овечкіна знайшлося місце тільки в четвертій ланці. Звідси й невиразна гра форварда і лише 3 набрані очки у восьми поєдинках. Що ж до росіян, то їх спіткала невдача в овертаймі півфінального поєдинку проти фінів. Певну сатисфакцію росіяни отримали в матчі за бронзу, обігравши шведів.
Зовсім інакше склалася ситуація на наступному чемпіонаті світу в Канаді. Овечкін грав в одній трійці з партнерами по клубу Вашингтон Кепіталс: Олександром Сьоміним та Сергієм Федоровим. Ця трійка і зіграла вирішальну роль на турнірі, своїми зусиллями допомігши росіянам здобути перше золото на чемпіонатах світу з 1993 року. Овечкін набрав 12(6+6) очок і посів шосте місце в таблиці бомбардирів.
У 2010 році Олександр вдруге зіграв за збірну Росії на Олімпіаді, набравши 4 (2+2) очка в чотирьох іграх. Однак росіяни знову залишились без медалей, програвши на стадії ¼ фіналу.
Але вже в травні того ж року, на чемпіонаті світу, росіяни пробилися у фінал, де програли чехам. Всі 9 поєдинків у складі команди провів і Овечкін, вигравши таким чином срібні нагороди першості.
У 2012 році, приєднавшись до команди на останні три поєдинки вирішальної стадії турніру, Олександр допоміг партнерам виграти золоті нагороди. Для самого Сашка цей успіх став другим на світових першостях.
На чемпіонаті світу 2015 здобув срібні нагороди в фіналі росіяни поступились канадцям 1:6. Фінал також запам'ятався скандалом, під час виконання канадського гімну більшість гравців російської збірної поїхали до роздягальні, на майданчику лишилось п'ять-шість гравців, серед них і Олександр.

## Статистика
| Сезон                        | Клуб                         | Ліга                         | Регулярний сезон | Регулярний сезон | Регулярний сезон | Регулярний сезон | Регулярний сезон | Регулярний сезон | Плей-оф | Плей-оф | Плей-оф | Плей-оф | Плей-оф | Плей-оф |
| Сезон                        | Клуб                         | Ліга                         | І                | Г                | П                | О                | ШХ               | +/-              | І       | Г       | П       | О       | ШХ      | +/-     |
| ---------------------------- | ---------------------------- | ---------------------------- | ---------------- | ---------------- | ---------------- | ---------------- | ---------------- | ---------------- | ------- | ------- | ------- | ------- | ------- | ------- |
| 2001–02                      | Динамо (Москва)              | Суперліга                    | 21               | 2                | 2                | 4                | 4                |                  | 3       | 0       | 0       | 0       | 0       |         |
| 2002–03                      | Динамо (Москва)              | Суперліга                    | 40               | 8                | 7                | 15               | 28               |                  | 5       | 0       | 0       | 0       | 2       |         |
| 2003–04                      | Динамо (Москва)              | Суперліга                    | 53               | 13               | 11               | 24               | 40               |                  | 3       | 0       | 0       | 0       | 2       |         |
| 2004–05                      | Динамо (Москва)              | Суперліга                    | 37               | 13               | 13               | 26               | 32               |                  | 10      | 2       | 4       | 6       | 35      |         |
| 2005–06                      | Вашингтон Кепіталс           | НХЛ                          | 81               | 52               | 54               | 106              | 52               | +2               | -       | -       | -       | -       | -       | -       |
| 2006–07                      | Вашингтон Кепіталс           | НХЛ                          | 82               | 46               | 46               | 92               | 52               | -19              | -       | -       | -       | -       | -       | -       |
| 2007–08                      | Вашингтон Кепіталс           | НХЛ                          | 82               | 65               | 47               | 112              | 40               | +28              | 7       | 4       | 5       | 9       | 0       | -1      |
| 2008–09                      | Вашингтон Кепіталс           | НХЛ                          | 79               | 56               | 54               | 110              | 72               | +8               | 14      | 11      | 10      | 21      | 8       | +10     |
| 2009–10                      | Вашингтон Кепіталс           | НХЛ                          | 72               | 50               | 59               | 109              | 89               | +45              | 7       | 5       | 5       | 10      | 0       | +5      |
| 2010–11                      | Вашингтон Кепіталс           | НХЛ                          | 79               | 32               | 53               | 85               | 41               | +24              | 9       | 5       | 5       | 10      | 10      | -1      |
| 2011–12                      | Вашингтон Кепіталс           | НХЛ                          | 78               | 38               | 27               | 65               | 26               | -8               | 14      | 5       | 4       | 9       | 8       | -2      |
| 2012–13                      | Динамо (Москва)              | КХЛ                          | 31               | 19               | 21               | 40               | 14               | +13              | -       | -       | -       | -       | -       | -       |
|                              | Вашингтон Кепіталс           | НХЛ                          | 48               | 32               | 24               | 56               | 36               | +2               | 7       | 1       | 1       | 2       | 4       | -2      |
| 2013–14                      | Вашингтон Кепіталс           | НХЛ                          | 78               | 51               | 28               | 79               | 48               | -35              | -       | -       | -       | -       | -       | -       |
| 2014–15                      | Вашингтон Кепіталс           | НХЛ                          | 81               | 53               | 28               | 81               | 58               | +10              | 14      | 5       | 4       | 9       | 6       | -3      |
| 2015–16                      | Вашингтон Кепіталс           | НХЛ                          | 79               | 50               | 21               | 71               | 53               | +21              | 12      | 5       | 7       | 12      | 2       | 3       |
| 2016–17                      | Вашингтон Кепіталс           | НХЛ                          | 82               | 33               | 36               | 69               | 50               | +6               | 13      | 5       | 3       | 8       | 8       | -4      |
| 2017–18                      | Вашингтон Кепіталс           | НХЛ                          | 82               | 49               | 38               | 87               | 32               | +3               | 24      | 15      | 12      | 27      | 8       | +8      |
| 2018–19                      | Вашингтон Кепіталс           | НХЛ                          | 81               | 51               | 38               | 89               | 40               |                  | 7       | 4       | 5       | 9       | 19      |         |
| 2019–20                      | Вашингтон Кепіталс           | НХЛ                          | 68               | 48               | 19               | 67               | 30               |                  | 8       | 4       | 1       | 5       | 2       |         |
| 2020–21                      | Вашингтон Кепіталс           | НХЛ                          | 45               | 24               | 18               | 42               | 12               |                  | 5       | 2       | 2       | 4       | 2       |         |
| 2021–22                      | Вашингтон Кепіталс           | НХЛ                          | 77               | 50               | 40               | 90               | 18               |                  | 6       | 1       | 5       | 6       | 0       |         |
| 2022–23                      | Вашингтон Кепіталс           | НХЛ                          | 73               | 42               | 33               | 75               | 48               |                  | —       | —       | —       | —       | —       |         |
| Суперліга                    | Суперліга                    | Суперліга                    | 151              | 36               | 33               | 69               | 106              |                  | 21      | 2       | 4       | 6       | 35      |         |
| КХЛ                          | КХЛ                          | КХЛ                          | 31               | 19               | 21               | 40               | 14               |                  | —       | —       | —       | —       | —       |         |
| Всього в НХЛ                 | Всього в НХЛ                 | Всього в НХЛ                 | 1347             | 822              | 663              | 1485             | 797              |                  | 147     | 72      | 69      | 141     | 77      |         |
| Всього на чемпіонатах світу  | Всього на чемпіонатах світу  | Всього на чемпіонатах світу  | 79               | 34               | 29               | 65               | 69               | +41              | —       | —       | —       | —       | —       | —       |
| Всього на Олімпійських іграх | Всього на Олімпійських іграх | Всього на Олімпійських іграх | 17               | 8                | 3                | 11               | 10               | +6               | —       | —       | —       | —       | —       | —       |

## Досягнення

### Командні
- Чемпіон світу 2008, 2012, 2014
- Переможець молодіжного чемпіонату світу 2003
- Чемпіон Росії 2005, 2013
- Володар Кубка Стенлі 2018

### Індивідуальні
- Володар Арт Росс Трофі: 2008 (112 очок)
- Володар Харт Меморіал Трофі: 2008, 2009
- Володар Лестор Пірсон Авард: 2008, 2009
- Володар Моріс Рішар Трофі: 2008 (65 шайб), 2009 (56 шайб), 2013 (32 шайби), 2014 (51 шайба), 2015 (53 шайби), 2016 (50 шайб), 2018 (49 шайб), 2019 (51 шайба), 2020 (48 шайб)
- Володар Колдер Трофі: 2006
- Володар Харламов Трофі: 2006, 2007, 2008, 2009, 2010
- Володар Кон Сміт Трофі: 2018
- Нагорода Марка Мессьє: 2025

## Рекорди

### Рекорди НХЛ
- Єдиний гравець, котрий виграв Арт Росс Трофі, Лестер Пірсон Авард, Моріс Рішар Трофі і Харт Меморіал Трофі в один сезон.
- Найбільша кількість закинутих шайб в сезоні серед лівих крайніх нападників (2007–2008) — 65
- Найбільша кількість набраних очок в сезоні для новачків серед лівих крайніх (2005–2006) — 106
- Рекордсмен ліги серед новачків за кількістю завданих кидків по воротах (2005–2006) — 425
- Найшвидший гол в овертаймі — 6 секунд (15 грудня 2006 року у грі проти Атланта Трешерс; рівний показник з Матсом Сундіном і Девідом Легвандом)
- У найкоротший термін (4,5 сезони) завдав 2000 кидків у ствір воріт суперників.[16]

### Рекорди Вашингтон Кепіталс
- Найбільша кількість сезонів в яких гравець закидав 50 або більше шайб — 9
- Найбільша кількість кидків завданих по воротах суперників в сезоні — 528
- Найбільша кількість закинутих шайб в сезоні — 65
- Найбільша кількість очок набрана за сезон серед новачків — 106
- Найбільша кількість закинутих шайб за сезон серед новачків — 52
- Найдовша гольова серія для новачків — 7 матчів (10 лютого — 8 березня 2006 року)